# Порденоне (провинция)
Порденоне (на италиански: Provincia di Pordenone) е провинция в Италия, в региона Фриули-Венеция Джулия.
Площта ѝ е 2178 км², а населението – около 310 000 души (2007). Провинцията включва 51 общини, административен център е град Порденоне.

## Административно деление
Провинцията се състои от 50 общини:
- Порденоне
- Авиано
- Андрейс
- Арба
- Ацано Дечимо
- Барчис
- Бруниера
- Будоя
- Вайонт
- Валвазоне Арцене
- Виваро
- Вито д'Азио
- Дзопола
- Ерто и Касо
- Кавасо Нуово
- Казарса дела Делиция
- Канева
- Кастелново дел Фриули
- Кионс
- Клаудзето
- Клаут
- Корденонс
- Кордовадо
- Маниаго
- Медуно
- Монтереале Валчелина
- Морсано ал Таляменто
- Пазиано ди Порденоне
- Пинцано ал Таляменто
- Полчениго
- Порчия
- Правиздомини
- Прата ди Порденоне
- Ровередо ин Пиано
- Сан Вито ал Таляменто
- Сан Джорджо дела Рикинвелда
- Сан Куирино
- Сан Мартино ал Таляменто
- Сачиле
- Секуалс
- Сесто ал Регена
- Спилимберго
- Травезио
- Трамонти ди Сопра
- Трамонти ди Сото
- Фана
- Фиуме Венето
- Фонтанафреда
- Фризанко
- Чимолайс